# Муструм Ридкъли
Муструм Ридкъли (на английски: Mustrum Ridcully) е измислен герой от поредицата на Тери Пратчет „Светът на диска“, появяващ се за пръв път в романа Подвижни образи. Той е архиканцлер на Невидимия университет. Споменава се и като Ридкъли Кафявия, може би като пародия с героя на Джон Р. Р. Толкин Радагаст Кафявия.
Той е изключително чист(не иска да се къпе в обща баня)и участва в много книги от поредицата „Светът на Диска“. Характера му е ироничен.